# 도싯 문화

도싯 문화의 최대 분포 (AD 500-1000)

도싯 문화(Dorset culture)는 대략 기원전 500년에서 기원후 1,000~1,500년까지 존재한 고에스키모 문화로, 1925년 캐나다의 인류학자 다이아몬드 제네스의 연구팀이 누나부트 준주의 케이프 도싯(Cape Dorset) 지역에서 발굴했다. 발견된 지역의 명칭을 따서 도싯 문화로 명명되었다.
이들의 정착지에서는 북극곰 모양의 조각품과 뼈로 만든 도구, 뗀석기, 동석으로 제작한 호롱이 발굴되었다.
이들은 시기상 현대 이누이트의 조상인 툴레인(고대 이누이트족)이 아시아에서 아메리카로 건너오기 전부터 캐나다 북부 지역에 거주했다. 하지만 툴레인이 정착한 이후 도싯 문화와 부족원들은 모두 사라졌는데, 정확한 원인은 알 수 없지만 전염병, 부족 전쟁으로 인한 학살 등이 원인으로 꼽힌다.
도싯 문화 이전에도 기원전 3200년 전부터 기원전 850년까지 선도싯 문화(Pre-Dorset)가 존재한 것으로 밝혀졌다.

## 같이 보기
- 고에스키모
- 툴레인